# Pervigilium Veneris

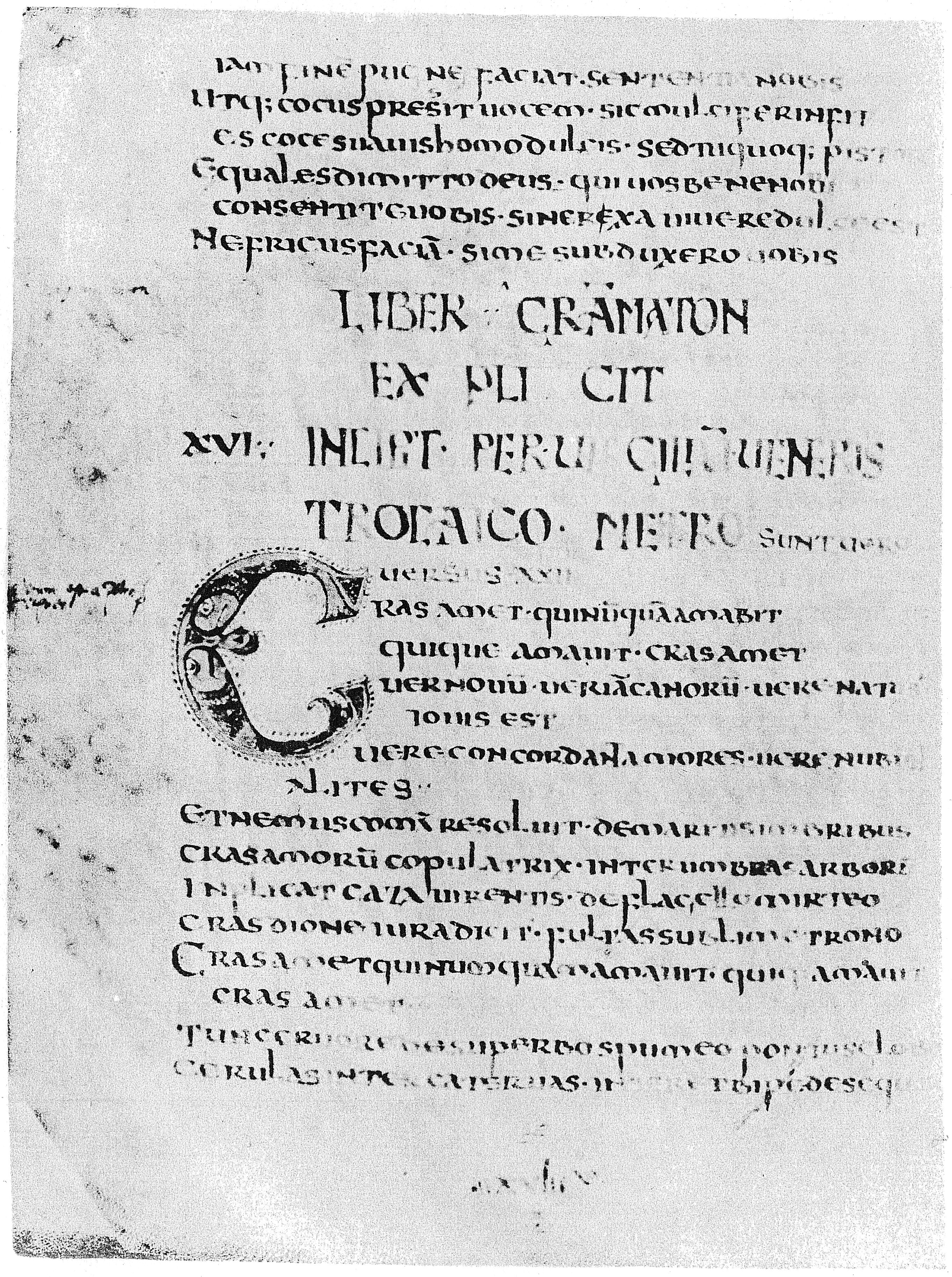
La primera página de texto del Pervigilium Veneris en el codex S.

Pervigilium Veneris o La vigilia de Venus es un poema anónimo latino de hacia el siglo IV d. C..
Es la descripción de una fiesta nocturna de primavera celebrada en Sicilia en honor a Venus, donde se describe el despertar anual de la flora y la fauna gracias a la diosa; es magnífico el amor que muestra por la naturaleza. Está compuesto por noventa y tres versos septenarios trocaicos y una de sus características es el estribillo "Cras amet qui nunquam amavit, quique amavit cras amet / "Que ame mañana el que nunca ha amado, y el que ha amado que ame mañana". El poema concluye con el canto de la golondrina y una afligida pregunta: Illa cantat; nos tacemus; quando ver venit meum? / "Ella canta; yo callo; ¿cuándo me llegará la primavera?"
Un manuscrito del poema fue descubierto por Erasmo en Venecia en 1507 en la biblioteca de Aldo Manuzio, donde se alojaba el humanista. Pero solo fue publicado en 1587 por Pierre Pithou. Su fecha de composición sigue siendo controvertida. Tras haber eliminado la hipótesis de un pastiche medieval o renacentista, los filólogos se dividen en varios grupos.
Unos lo atribuyen a Floro, un poeta de la corte del emperador Adriano, en el siglo II d. C. Otros creen que puede ser del poeta Tiberiano, en la segunda mitad del siglo IV.  o de un poeta cercano a Símaco del final de ese siglo. Por último, algunos piensan que puede ser de un escritor africano de finales del siglo IV. Por tanto, existe cierto consenso sobre que su fecha de composición debió ser en la segunda mitad del siglo IV. Sea como fuere, su autor está profundamente imbuido de referencias clásicas, y el texto contiene numerosísimas referencias y paráfrasis. Quizá el poema esté dedicado a la Venus de Ibla, en Sicilia, ya que en sus versos 49-52 invita a Venus a verter todas las flores producidas a la sazón y a usar un vestido de flores tan grande como la llanura del Etna. Se cree que precisamente este pasaje pudo inspirar el Nacimiento de Venus de Sandro Botticelli: de hecho, la figura de la famosa pintura está adornada y vestida de flores, y vierte flores en el suelo, como en el Pervigilium.